# Tingupa benedictae
Tingupa benedictae är en mångfotingart som beskrevs av Shear 1981. Tingupa benedictae ingår i släktet Tingupa och familjen Tingupidae. Inga underarter finns listade i Catalogue of Life.